# Farinha de mandioca suruí
 Farinha de mandioca
A farinha suruí, sinônimo de farinha de mesa, é uma variedade de farinha produzida artesanalmente nas casas de farinha a partir da moagem da mandioca-mansa (Manihot dulcis, com pequeno teor de ácido cianídrico), cultivada na região amazônica. Popular na região Norte do Brasil fazendo parte da refeição diária, devido o sabor e textura diferenciados, considerado um produto de luxo em algumas regiões do estado. 
A farinha suruí possui grãos finos e alto valor energético, com teor elevado de amido, contém fibras e alguns minerais como potássio, cálcio, fósforo, sódio e ferro. O produto é amplamente obtido no mercado Ver-o-Peso.
O termo suruí provêm do nome de uma etnia indígena que habita a região amazônica, no estado de Rondônia, conhecida por suas tradições e práticas culturais.
A produção da farinha envolve diversas etapas, que incluem: lavagem, descascamento, ralagem, prensagem da mandioca não puba ( púia), além da torração leve e, peneiração do produto final. A massa é macerada no induá (pilão), reduzidos em grãos a pó finissimo e passado na urupema de rolo miúdo. A farinha é utilizada na aplicação de caldos para enfermos, alimentos leves, enchimento de aves, farofa por ser muito fina.
Na região Norte brasileira há diversos tipos de farinhas derivadas da mandioca, como por exemplo: farinha-d'água, farinha de tapioca, farinha uarini e, farinha suruí.